# Giro poscentral

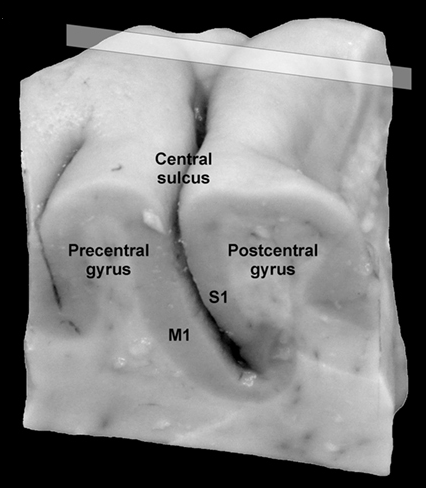
Giro postcentral (Postcentral gyrus) a la derecha, detrás de la cisura central o de Rolando (Central sulcus). Es visible el córtex sensorial primario (S1).

En anatomía el giro poscentral es una circunvolución del cerebro situada en el lóbulo parietal, detrás del surco central del cerebro, uniéndose al giro precentral.
En esta zona es donde se encuentra la corteza somatosensorial primaria. 
La irrigación de esta circunvolución, en los dos tercios inferiores le corresponde en su mitad anterior a la arteria del surco central o arteria de Rolando rama de la cerebral media y en su mitad posterior a la parietal anterior. El tercio medial (superior) de esta circunvolución poscentral, está irrigado por la arteria paracentral. En algunos casos el tercio medial es irrigado por la parietal superior.
Cualquier sensación que recibimos del sistema nervioso periférico (SNP), podemos saber exactamente donde está localizada (como la picadura de un mosquito) porque esas neuronas periféricas proyectan hacia el giro poscentral. 